# متیو استفنز (دوچرخه‌سوار)
متیو استفنز (انگلیسی: Matthew Stephens؛ زادهٔ ۴ ژانویهٔ ۱۹۷۰) دوچرخه‌سوار اهل بریتانیا است. وی در بازی‌های المپیک تابستانی ۱۹۹۲ شرکت کرده است.